# Álvaro Campos
Álvaro José Alvim Carneiro de Campos conhecido como Álvaro Campos(Rio de Janeiro, 15 Agosto de 1980) é um diretor, produtor e roteirista de cinema e televisão brasileiro, premiado dentro e fora do país. Dentre dos seus trabalhos mais reconhecidos estão Altas Expectativas e Mundo Novo.

## Biografia
Álvaro se formou em Comunicação Social na Universidade Federal do Rio de Janeiro. Aos 25 anos iniciou no audiovisual com a série Os Buchas. A partir de investimento próprio, ele gravou o piloto independente que apresenta os dramas do universo masculino com referências da cultura pop, como quadrinhos e filmes. Em 2007, o piloto foi selecionado para se transformar em série que posteriormente foi exibida na Oi TV e Multishow, com protagonistas como Gregório Duvivier, Sílvio Guindane, Rafael Studart e Tatiana Muniz.
Em 2009, Álvaro integrou o time de roteiristas do Furo MTV durante a primeira temporada. No ano seguinte, participou da criação do Comédia MTV, eleito melhor programa de comédia em 2011 pela Associação Paulista de Críticos de Arte (APCA). Em 2010, escreveu as séries Open Bar e Os Gozadores para o canal Multishow que contou com elenco de George Sauma, Sílvio Guindane, Rafael Studart, Douglas Silva, Patrick Sampaio e Cristina Lago.
Em 2014, Álvaro escreveu a peça teatral O Branco de Seus Olhos, com supervisão dramatúrgica de Júlia Spadaccini, direção de Alexandre Mello e Karine Telles como atriz principal. A peça conta as relações criadas nas redes social e propõe o debate sobre a questão da traição virtual. A obra ficou em cartaz por três meses no Teatro Poeira e no SESC Copacabana.
Em 2016, Álvaro lançou o curta-metragem Leo e Carol, que conta a história da semana que precede o casamento do Gigante Léo que possui nanismo e Carol que é pedagoga e possui 1,65m. A obra ganhou o prêmio de melhor curta-documentário do Festival Inclús de Barcelona, depois de ter conquistado o mesmo prêmio no Festival Sur Le Handicap, em Cannes.
Em 2017, o diretor co-dirigiu junto a Pedro Antônio Paes o filme Altas Expectativas, onde Gigante Léo é um treinador de cavalos que se apaixona pela menina alta. Em agosto, o filme tem sua Première no 41st Montreal World Film Festival, recebe menção honrosa no Festival do Rio e é selecionado para a competição oficial do Festival de Miami de 2018.
Em 2018, criou junto a Alê Braga a revista em quadrinhos O Outro Lado da Bola com ilustrações de Jean Diaz, indicado ao 31º Troféu HQ Mix. O quadrinho conta o drama do camisa dez do Corinthians que buscava se assumir homossexual. No mesmo ano, foi estudar na Escola Internacional de Cinema e Televisão de Cuba sob supervisão de Charles McDougle e na Escola de televisão e Cinema de Munique. Em Cuba, realizou sua primeira direção solo com o curta-metragem Madre.
Em 2019, co-dirigiu o documentário Tá Rindo de Que? e em seguida Rindo a Toa. O primeiro evoca o humor nos tempos da ditadura militar brasileira e o segundo, a influência dos humoristas na pós-ditadura. A obra contou com participações de Jaguar, Juca Chaves, Chico Caruso e Carlos Alberto de Nóbrega. Em 2020, Álvaro dirigiu o longa-metragem Mundo Novo em parceria ao grupo de teatro Nós do Morro. A trama explora o ponto de vista de um grupo de talentos com raízes na comunidade do Vidigal para contar a história de um casal inter-racial, tratando das consequências do racismo estrutural no país e sua relação com a geografia da cidade do Rio de Janeiro. Em 2021, o longa ganhou o prêmio de melhor roteiro no Festival de Cinema do Rio.
Em 2023, participou como roteirista da série brasileira Anderson Spider Silva. A série é inspirada na vida do lutador Anderson Silva considerado um dos maiores lutadores de MMA da história. Em 2024, assina como um dos roteiristas do filme Evidências do Amor. O longa-metragem conta com elenco de Sandy e Fabio Porchat.
Em 2024, participou como roteirista da minnisérie Senna da Netflix, a ser lançada no mesmo ano. A série é inspirada na história de vida de Ayrton Senna e nos relacionamentos familiares, um dos maiores pilotos de Fórmula 1 de todos os tempos.

## Filmografia
| Ano  | Título                          | Creditado como | Creditado como | Creditado como |                  |
| Ano  | Título                          | Direção        | Roteiro        | Produção       | Tipo             |
| ---- | ------------------------------- | -------------- | -------------- | -------------- | ---------------- |
| 2009 | Furo MTV                        | Não            | Sim            | Não            | Série Televisiva |
| 2009 | Comédia MTV                     | Não            | Sim            | Não            | Série Televisiva |
| 2009 | Os Buchas                       | Não            | Sim            | Não            | Série Televisiva |
| 2010 | Open Bar                        | Não            | Sim            | Não            | Série Televisiva |
| 2010 | Os Gozadores                    | Não            | Sim            | Não            | Série Televisiva |
| 2014 | O Branco dos Teus Olhos         | Não            | Sim            | Não            | Peça Teatral     |
| 2015 | Vidas Jogadas                   | Sim            | Sim            | Não            | Web-série        |
| 2016 | Leo e Carol                     | Sim            | Sim            | Sim            | Curta-metragem   |
| 2018 | Rindo à Toa - Humor sem Limites | Sim            | Sim            | Não            | Documentário     |
| 2018 | Tá Rindo de Quê?                | Sim            | Sim            | Não            | Documentário     |
| 2018 | Altas Expectativas              | Sim            | Sim            | Não            | Longa-metragem   |
| 2020 | Alice e Só                      | Não            | Sim            | Não            | Longa-metragem   |
| 2021 | Mundo Novo                      | Sim            | Sim            | Não            | Longa-metragem   |
| 2021 | Uma Pitada de Sorte             | Não            | Sim            | Não            | Longa-metragem   |